# آلکساندر کوسمیان
آلکساندر سورنی کوسمیان (ارمنی: Ալեքսանդր Սուրենի Կոսեմյան؛  زادهٔ ۱۱ نوامبر ۱۹۴۶) نوازنده، تدریس اهل ارمنستان است. وی از سال میلادی تاکنون مشغول فعالیت بوده است.

## زندگی‌نامه
وی در ۱۱ نوامبر ۱۹۴۶ در ایروان به دنیا آمد . وی در کوارتت کومیتاس فعالیت کرده است. همچنین برندهٔ جوایزی همچون هنرمند شایسته جمهوری ارمنستان شده است. 